# 쓰보이 유야
쓰보이 유야(일본어: 坪井 湧也, 1999년 8월 23일~)는 일본의 축구 선수이다.

## 구단 경력
그는 2022년 J1리그의 비셀 고베에 입단했고, 2년동안 팀에서 뛰었다. 2024년 주빌로 이와타로 이적했다. 2025년 J2리그의 RB 오미야 아르디자로 이적했다.